# Cuphea froesii
Cuphea froesii är en fackelblomsväxtart som beskrevs av Alicia Lourteig. Cuphea froesii ingår i släktet blossblommor, och familjen fackelblomsväxter. Inga underarter finns listade i Catalogue of Life.